# BBC Online
BBC Online (localizado en la URL bbc.co.uk) es el sitio web principal de la BBC en el Reino Unido. Tiene un resumen de noticias, deportes y entretenimiento, dirigido por la BBC. El 31 de marzo de 2009 ocupaba la posición 57 en la clasificación Alexa. La página oficial del sitio es esta.
Contiene también una sección dedicada a la enseñanza del inglés como idioma extranjero.